# メリーさんの電話
『メリーさんの電話』（メリーさんのでんわ）は、怪談系都市伝説の一種。

## 概要
ある少女が引越しの際、古くなった外国製の人形、「メリー」を捨てていく。
その夜、少女に電話がかかってくる。その内容は以下のようなもの。
「あたしメリーさん。今ゴミ捨て場にいるの…」
少女が恐ろしくなって電話を切ってもすぐまたかかってくる。
「あたしメリーさん。今タバコ屋さんの角にいるの…」
そしてついに「あたしメリーさん。今あなたの家の前にいるの」という電話が。
怖くなった少女は思い切って玄関のドアを開けたが、誰もいない。やはり誰かのいたずらかとホッと胸を撫で下ろした直後、またもや電話が…
「あたしメリーさん。今 あなたの後ろにいるの」

## 類話
その後どうなったかを語らず、「あなたの後ろにいるの」で締め、「余韻の恐怖」を演出するのが基本形であるが、派生として以下のようなパターンもある。
- 振り向いたら殺される。
- 少女が刃物で刺される。少女の生死、怪我の具合は様々。
- マンションが舞台で、電話の度に自分の住む階に近付いてくる。
- 轢き逃げをしたタクシーの運転手に、被害女性から電話がかかるパターン。名前はメアリー、メリーなど様々で日本人の場合もある。
- リカちゃん人形の怪奇譚と複合されたパターン[1][2]。
- 上記の派生が複合されたものも存在する。
- チェーンメールでも伝播され、「メールを送らなければあなたも死ぬ」とされた。「彼女は大阪府岸和田市に住んでいる」、としたものもあった。

## 元ネタらしきもの
- 捨てた日本人形がいつの間にか家や部屋に戻ってくる話
- 死んだ恋人や知らない人（幽霊）が公衆電話から電話をかけてきて、だんだん家に近づいて来る話。最後に家にたどり着いてインターフォンを鳴らす。
- リカちゃん電話というサービスがあり、リカちゃん電話に電話をかけるとテープが流れてリカちゃんの声が聞ける。そのリカちゃんから電話がかかって来るという怖い噂があった。この噂に上記二つの噂の要素が加わったのち、商標権を気にした人達がリカちゃん人形をメリーさん人形に変更したらしい。
- 「指輪」というスペインの昔話。ある男が骸骨の指に付いていた指輪を持ち去り家に帰ったが、その骸骨が家まで追ってくる。その際、怪談のメリーさんと同じように段々と近づいて来る描写となっている。時代的に電話は出てこないものの、基本的な構成としてはほぼ同じと考えられる（東京こども図書館編『おはなしのろうそく』27巻に収録）。
- 松山ひろしは、何か恐ろしい存在が近づいてくるという展開は手軽に怪談を盛り上げる手法として古くより取り入れられているとして、十三段やリカちゃん電話の他にイギリスの民話である「エミリーの赤い手袋（英語版）」とも共通点を挙げている[3]。

## 映画
2011年2月12日に公開された。監督は三原光尋。主演は紗綾と菊地あやか。

### あらすじ
女子高の空手部に所属している美奈子と真由子、そして他の部員達は強化合宿の為に山奥の合宿施設へと向かった。
合宿の終盤、部員の一人沙織が突然発狂してしまう。その事件を境に一人また一人と消えて行く部員達。
美奈子は原因を探るべく30年前に起きたというある事件の謎を調べ始めた。すると圏外のはずの美奈子の携帯電話が突然鳴り響く。
電話に出た美奈子に受話器の向こうから
「もしもし、あたしメリー、今、向かってる」
と少女の声が聞こえて来る。

### キャスト
- 美奈子 - 紗綾
- 真由子 - 菊地あやか
- 一宮先生 - 長澤奈央
- 沙織 - 上杉奈央
- 安岡あゆみ
- 藤原希
- 縞園子
- 土井玲奈
- 湯浅みづき
- 麻倉みな
- 山田夏帆
- 渡辺沙織
- 小島里砂
- 井上木綿子
- 中園彩香
- 林佳代子
- 片岡希
- 安藤未理

### スタッフ
- 監督 - 三原光尋
- 脚本 - 三原光尋
- 製作 - 三宅容介、佐伯寛之
- プロデューサー - 大垣修也、村田亮
- 撮影 - 西村博光
- 音楽 - 遠藤浩二
- 主題歌 - Lay「RED」
- 録音 - 良井真一
- 整音 - 飯森雅允
- 照明 - 疋田淳
- 編集 - 佐藤崇
- 衣裳 - 山ヵ忍
- ヘアメイク - 坂本美由紀
- 製作担当 - 井手上拓哉
- 助監督 - 武正晴
- スチール - 西永智成
- 特殊メイク - 藤原カクセイ
- 造形 - 藤原カクセイ